# Inès Belloumou
Inès Belloumou (* 21. Juni 2001 in Martigues) ist eine französische Fußballspielerin.

## Karriere

### Vereine
Belloumou begann im Alter von sechs Jahren beim FC Martigues, dem in ihrem Geburtsort ansässigen Verein, mit dem Fußballspielen. Im Alter von 15 Jahren gehörte sie bereits dem Liganeuling, der ersten Mannschaft von Olympique Marseille, an. In der Saison 2017/18 wurde sie zweimal in der Division 1 Féminine, der höchsten Spielklasse im französischen Frauenfußball, eingesetzt. Ihr Debüt im Seniorinnenbereich gab sie am 13. Mai 2018 (20. Spieltag) bei der 0:7-Niederlage im Auswärtsspiel gegen Olympique Lyon mit Einwechslung für Maud Antoine in der 79. Minute. Von 2019 bis 2023 bestritt sie dann insgesamt 60 Punkt- und neun Pokalspiele für den Erstligisten HSC Montpellier.
Am 21. Juli 2023 gab der FC Bayern München die Verpflichtung von Inès Belloumou auf seiner Website bekannt. Ihr Pflichtspieldebüt gab sie am 8. Oktober 2023 (3. Spieltag) beim 2:0-Sieg im Bundesliga-Auswärtsspiel gegen die SGS Essen mit Einwechslung für Linda Dallmann in der 70. Minute.
Am 25. Juli 2024 wurde sie vom englischen Erstligisten West Ham United verpflichtet und mit einem bis zum 30. Juni 2027 datierten Vertrag ausgestattet; jedoch über ein Leihgeschäft mit dem italienischen Erstligaaufsteiger Lazio Rom an diesen für die Saison 2024/25 abgegeben.
Am 27. Januar 2025 wurde sie als Leihspielerin bis zum 30. Juni 2025 vom schwedischen Erstligaaufsteiger Malmö FF auf der Website begrüßt.

### Nationalmannschaft
Nachdem sie in den Nachwuchsnationalmannschaften der FFF in den Altersklassen U16, U17, U19 und U20 bereits Länderspiele bestritten hatte, debütierte sie in der U23-Nationalmannschaft als Einwechselspielerin in der 73. Minute, die am 12. Juni im schwedischen Munkedal das in Freundschaft ausgetragene Länderspiel gegen die U23-Nationalmannschaft Finnlands mit 2:1 gewann. Ihr erstes Länderspieltor (überhaupt) erzielte sie am 10. April 2023 in Almere in einem in Freundschaft ausgetragenen U23-Länderspiel gegen die U23-Nationalmannschaft der Niederlande mit ihrem 1:0-Siegtreffer in der 39. Minute.

## Erfolge
- Deutscher Meister 2024